# Jüdische Gemeinde Borken
Die Jüdische Gemeinde in der nordhessischen Stadt Borken bestand vom 17./18. Jahrhundert bis zum 7. September 1942, als ihre letzten Mitglieder deportiert wurden.

## Geschichte
Schon im 14. und 15. Jahrhundert gab es einige Juden in Borken, und bis ins 18. Jahrhundert lebten ständig etwa sechs jüdische Familien im Ort. Danach wuchs die jüdische Gemeinde stetig an, bis auf 204 Personen im Jahr 1895, was damals einem Bevölkerungsanteil von 15,8 % der Gesamtbevölkerung der Stadt entsprach. Danach ging ihre Zahl durch Abwanderung in die größeren Städte, aber auch in die USA wieder allmählich zurück.
| Jahr | Einwohner, gesamt | Jüdische Einwohner | Anteil in Prozent |
| ---- | ----------------- | ------------------ | ----------------- |
| 1827 | 1.118             | 83                 | 7,4 %             |
| 1835 | …                 | 66                 | … %               |
| 1842 | 1.373             | 70                 | 5,1 %             |
| 1852 | 1.417             | 120                | 8,5 %             |
| 1861 | 1.480             | 157                | 10,6 %            |
| 1885 | 1.273             | 182                | 14,3 %            |
| 1895 | 1.290             | 204                | 15,8 %            |
| 1905 | 1.266             | 171                | 13,5 %            |
| 1925 | 1.660             | 145                | 8,7 %             |
| 1933 | 1.960             | 141                | 7,2 %             |
| 1937 | …                 | 60                 | … %               |
| 1938 | …                 | 40                 | … %               |
| 1939 | 2.109             | 22                 | 1,0 %             |
| 1942 | …                 | 3                  | 0,0 %             |

Zur jüdischen Gemeinde Borken gehörten auch die jüdischen Einwohner der benachbarten Dörfer Großenenglis (1835: 14, 1842: 5, 1861: 8 jüdische Einwohner; Ende des 19. Jahrhunderts nur noch eine Familie) und Freudenthal (1893: 4 Familien). Ihren Lebensunterhalt verdienten die meisten von ihnen, aufgrund der ihrer Glaubensgemeinschaft auferlegten Beschränkungen, als Krämer, Händler, Metzger und Pferdehändler, aber Mitte des 19. Jahrhunderts gab es auch einen jüdischen Buchbinder und einen Schuhmacher in Borken.

## Gemeindeeinrichtungen
Im Jahre 1825 wurde an der Kreuzung von Hintergasse und Dorfweg eine Synagoge erbaut beziehungsweise in einer umgebauten Scheune unbekannten Baujahres eingerichtet. Aus der Geschichte der Synagoge ist nur wenig überliefert. Zuvor hatte die Gemeinde entweder einen Betsaal oder vielleicht auch eine frühere Synagoge genutzt. Am Abend des 8. November 1938, während der von der NSDAP organisierten Novemberpogrome 1938 wurde die Synagoge geschändet und ihr Innenraum verwüstet. Am 20. Februar 1939 verkaufte die Gemeinde unter dem Zwang der Verhältnisse die Synagoge und das Schulhaus an die Stadt Borken, und das Synagogengebäude wurde danach als Lager für Altmaterial benutzt. Nach dem Krieg kam das Anwesen an die 1948 gegründete jüdische Vermögensverwaltung JRSO. Die verkaufte es im September 1949 an einen privaten Eigentümer, der das inzwischen baufällig gewordene Gebäude 1954 abreißen und an seiner Stelle einen Stall errichten ließ. 1990/91 wurde auf dem Grundstück eine kleine Gedenkstätte mit Gedenktafel eingerichtet, die den noch teilweise erhaltenen Steinsockel der ehemaligen Synagoge einbezieht.
Neben der Synagoge bestanden als weitere Gemeindeeinrichtungen eine Mikwe, ein Friedhof und von 1823 bis 1934 eine Israelitische Elementarschule. Die Schule befand sich zunächst in gemieteten Räumen in den heutigen Gebäuden Bahnhofstraße 84 und Hintergasse 1, und ab 1896 in dem damals neu erbauten jüdischen Schulhaus Pferdetränke 12. Der Lehrer war zugleich Vorbeter und Schochet. 1887 besuchten 43 Kinder die Schule, 1896 waren es 66 Kinder. Danach ging mit dem Schrumpfen der Gemeinde auch die Zahl der Kinder in der Schule stark zurück, und 1912 besuchten nur noch 17 Kinder die jüdische Schule. Im Schuljahr 1924/25 waren es weiter 17 Schüler in vier Schulklassen. Im Jahr 1934 der Schließung der Schule wurde sie von 10 Schulkindern besucht. Der Religionsunterricht konnte an der Schule bis Ende des Schuljahres 1937/38 fortgeführt werden.

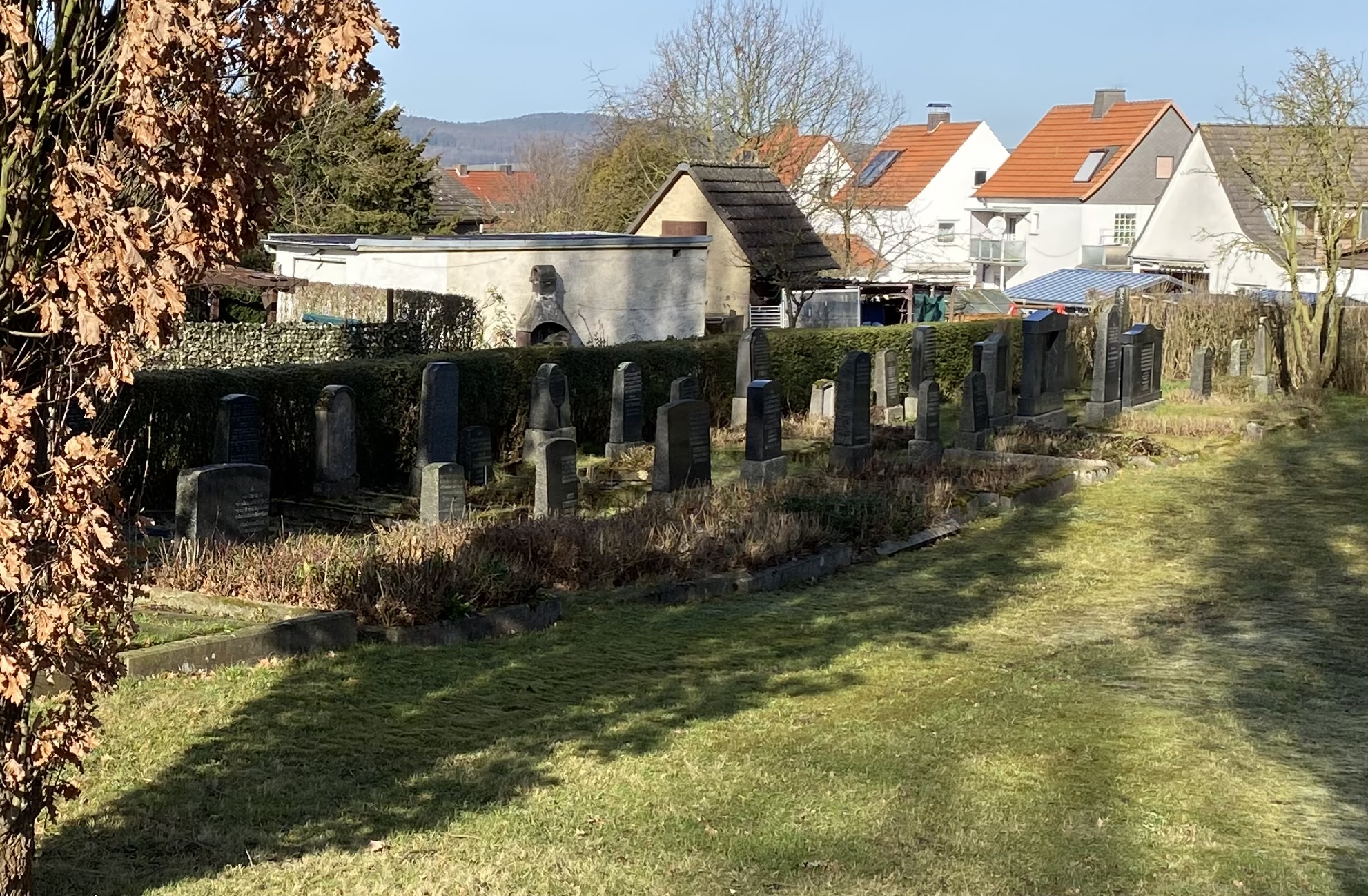
Jüdischer Friedhof Borken

Der Jüdische Friedhof in Borken diente seit dem Ende des 19. Jahrhunderts der jüdischen Gemeinde als Begräbnisstätte, denn zuvor wurden die Verstorbenen der Gemeinde auf dem jüdischen Friedhof in Haarhausen bestattet. Der Friedhof liegt etwa 400 Meter östlich des Bürgerhauses Borken in der Jahnstraße/Ecke Teichgartenweg (51° 2′ 52,8″ N, 9° 17′ 5,6″ O). Er steht der Öffentlichkeit zum Besuch frei, ausgenommen am Sabbat (freitagabends bis samstagabends) sowie an jüdischen Festtagen.
An jüdischen Vereinen gab es die bereits 1835 gegründete Milde Stiftung, den im Jahr 1900 gegründeten Frauenverein und den 1920 gegründeten Männerverein. Alle drei dienten vor allem der Unterstützung Hilfsbedürftiger und der Männerverein kümmerte sich um das Bestattungswesen.

## Untergang der Gemeinde
Ab 1933 verließen auf Grund der zunehmenden Entrechtung und Repressalien immer mehr jüdische Einwohner die Stadt und Ende April 1938 gab es nur noch 40 jüdische Einwohner, das Zusammenleben in der jüdischen Gemeinde kam weitgehend zum Erliegen. Nach dem Novemberpogrom 1938 sank die Zahl der jüdischen Einwohner im Jahr 1939 auf 22 Einwohner, und am 25. August 1942 wurden die letzten drei jüdischen Einwohner aus Borken in das Ghetto Theresienstadt deportiert.

## Stolpersteine
Von den in Borken oder in Großenenglis geborenen und/oder längere Zeit dort wohnhaften jüdischen Menschen kamen in der NS-Zeit mindestens 69 ums Leben; die älteste war 1853, der jüngste 1928 geboren. Erste Stolpersteine – Pflastersteine mit einer Messingplatte mit den eingravierten Namen der ermordeten Menschen – wurden zu ihrem Gedenken im Juli 2014 verlegt.
→ Siehe auch:Liste der Stolpersteine in Borken (Hessen)